# Бартломей Колянко
Бартломєй Колянко (пол. Bartłomiej Kolanko, нар. 21 березня 1995, Ополе, Польща) — польський футболіст, захисник футбольної команди «Вісла» що нині виступає в Екстраклясі.